# Bureij, Syria
Bureij (tiếng Ả Rập: البريج, cũng đánh vần Burayj) là một ngôi làng ở miền trung Syria, một phần hành chính của Tỉnh Homs, phía nam Homs. Các địa phương gần đó bao gồm Hisyah ở phía bắc, Sadad ở phía đông bắc và Qarah ở phía nam. Theo Cục Thống kê Trung ương (CBS), Bureij có dân số 2.246 trong cuộc điều tra dân số năm 2004. Cư dân của nó chủ yếu là người Hồi giáo Sunni.
Vào thế kỷ 19, dưới thời cai trị của Đế chế Ottoman, Bureij là một ngôi làng nhỏ kiên cố với một khan ("caravansary"). Trong khi cư dân của nó được bảo vệ tương đối khỏi các cuộc đột kích của Bedouin vì những bức tường cao của làng, gia súc của họ thường bị cướp bóc. Tên "Bureij" là thuật ngữ tiếng Ả Rập cho "tháp nhỏ".